# Handel

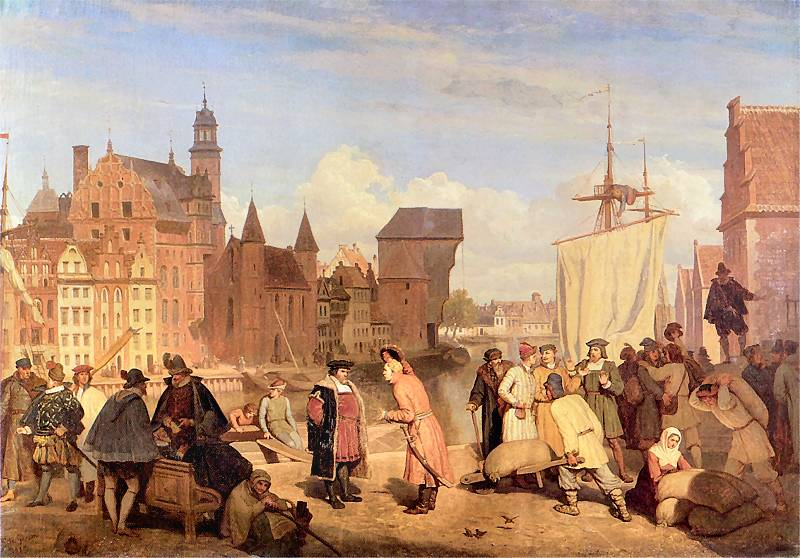
Handel i Danzig

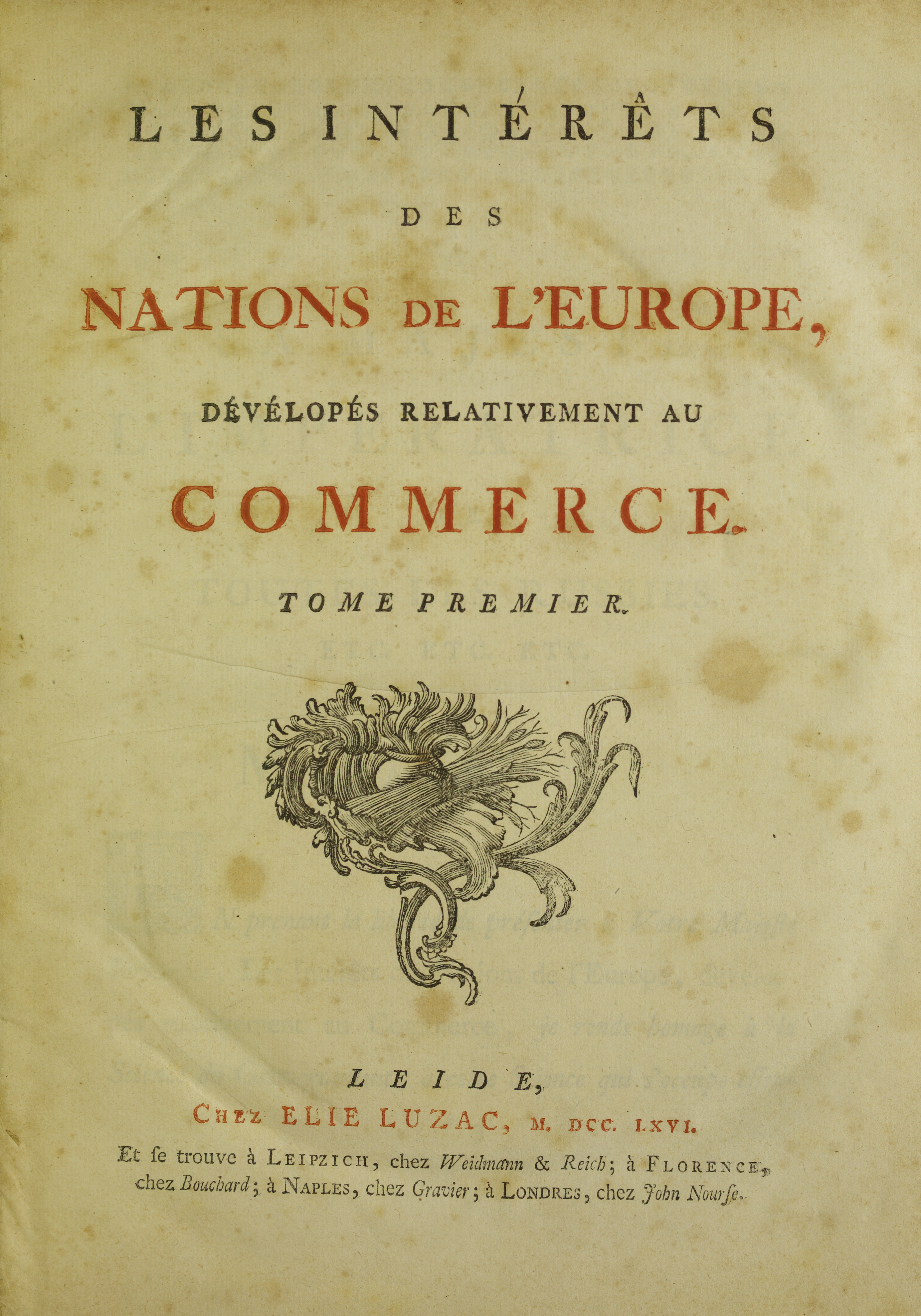
Intérêts des nations de l'Europe, dévélopés relativement au commerce, 1766

Handel är ett samlingsnamn för de verksamheter där man utbyter varor, tjänster och kapital utan att dessa bearbetas. Handeln baseras på skrivna eller oskrivna avtal.
Handelspolitik är ämnet som behandlar hur handeln, länder emellan skall bedrivas.
- Merkantilism främjande av exporten och nedhållande av importen så mycket som möjligt.
- Frihandel anses av de flesta idag vara den mest effektiva handelsmodellen.

En organisation som sysslar med förhandling av avtal kring handel är WTO - världshandelsorganisationen. EU som är en tullunion som bland annat innefattar Sverige, omfattade 2005 nästan 40% av världens handel. Sveriges största handelspartners (import) var 2006 Tyskland, Danmark, Norge, Nederländerna och Storbritannien. Tyskland är det största exportlandet i världen (2005). Det finns fler handelsunioner än EU till exempel NAFTA, ANZCERTA, AFTA och MERCOSUR.
Handelsteori behandlar varför länder handlar med varandra och för hur handelsmönstret mellan länder bestäms, produktivitet, komparativa fördelar och Ricardos handelsteori, specifika faktorer och inkomstfördelning, resurser samt Heckscher- Ohlins modell, skalekonomi och ofullständig konkurrens samt internationella faktorrörelser.

## Historia

### Primitiva samhällen och forntid
I traditionella samhällen är det svårt att veta vad som är handel och vad som är symbolisk kommunikation. Ofta förekommer långvariga handelsrelationer där stor vikt läggs på parternas ärlighet, ömsesidig respekt, och plikter gentemot varandra. Exempelvis förekommer så kallad "tyst handel", då handelsvaror avsedda för byteshandel läggs ut av en part och sedan byts ut av en annan part, utan att parterna träffas. I forntida högkulturer är det svårt att dra en gräns mellan fri handel och olika tributförfaranden. Högkulturerna handlade ofta i prestigefyllda varor som användes av härskare för att markera status, och som gåvor till allierade.
Handeln har alltid varit viktig. Den har förmedlt kontakter mellan länder, världsdelar och folk. Handeln har gynnat en framväxande medel och handelsklass, vilket bidragit till dagens tillstånd. 

### Medeltiden
Handelsvägen från varjagerna till grekerna möjliggjorde redan under 800-talet att varor kunde fraktas mellan Nordeuropa och Bysans utan att segla genom Medelhavet. Hansan kom senare att bli betydelsefull för utbyte av varor över Östersjön, och Europas uppsving efter digerdöden var inledningen till en enastående framväxt av välstånd och handel.

## Internationell handel
Världshandeln ökar stadigt och det är handel med industrivaror som ökar mest. Även om större u-länder växer starkt som aktörer i världshandeln är det, med undantag för Kina, fortfarande traditionella industriländer som är de största handelsnationerna.
Internationell handel är ett byte av varor över nationsgränser. I de flesta länderna står handel för en substantiell del av BNP. Den internationella handeln har varit förekommande genom historien (ex. Sidenvägen, Bärnstensvägen). Dock har dess betydelse kommit att öka under senare tid på grund av industrialisering, ökade transportmöjligheter, globalisering, multinationella företag och outsourcing. Faktum är att det är just den ökade förekomsten av internationell handel som kännetecknar ”globaliseringen”. 
Tydliga bevis finns för hur val av handelsstrategi kan påverka länders ekonomiska tillväxt. Ett sådant exempel är jämförelsen mellan Sydkorea och Indien. Där den förra har valt en exportinriktad industri medan den senare har valt en mer begränsad export fram till 2005. Utifrån ett ekonomiskt perspektiv har Sydkorea gjort betydligt bättre ifrån sig än vad Indien har under de senaste femtio åren. 
Ibland används handelsaktioner som ett medel för att utöva påtryckningar mot ett annat land. Ett embargo är en kraftfullare form än handelssanktioner då embargot omfattar all handel mellan två länder. USA har haft ett embargo mot Kuba under de senaste 40 åren. 
Inom den internationella handeln regleras vanligen av staten med kvoter och restriktioner, kvoterna brukar vanligen också beskattas. Normalt sett är det tull på importvaror och exportbidrag på exportvaror. Alla dessa begränsningar kallas för handelshinder. Skulle en stat ta bort alla handelshinder uppstår frihandel. Handelshinder används av stater som vill skydda den inhemska produktionen från utländsk konkurrens eller gynna exporten av inhemskt producerade varor, vilket är ett protektionistisk ställningstagande. 
Rättvis handel uppmuntrar hänsynstagande av sociala, miljö- och arbetsrättigheter vid produktion av varor, framför allt dem som exporteras från fattiga till rika länder (ex. kaffe).

## Sverige
I Sveriges för Statistiska centralbyrån statistik över handel med varor och tjänster. Där innefattas bland annat över livsmedelsförsäljning inom den svenska handeln, omsättningsutvecklingen månadsvis inom detalj handel och statistik över Sveriges utrikeshandel med varor.